# Bill Daily
Bill Daily, właśc. William Edward Daily (ur. 30 sierpnia 1927 w Des Moines, zm. 4 września 2018 w Santa Fe) – amerykański aktor filmowy i serialowy.

## Filmografia
- The Farmer’s Daughter (1965) jako menadżer galerii / Manfred[2]
- In Name Only (1969) jako Peter Garrity[2]
- I Dream of Jeannie (1965–1970) jako kpt./mjr Roger Healey[2]
- The Barefoot Executive (1971) jako Navigator[2]
- Love, American Style (1972) jako Donald Baxter[2]
- The Bob Newhart Show (1972–1978) jako Howard Borden[2]
- Murder at the Mardi Gras (1978) jako Jack Murphy[2]
- Flying High (1978) jako Bob Griffen[2]
- Rendezvous Hotel (1979) jako Walter Grainger[2]
- CHiPs (1979) jako Balford[2]
- Statek miłości (1979) jako Paul Turner[2]
- Valentine Magic on Love Island (1980) jako Charles[2]
- Alone at Last (1980) jako Gregg Elliott[2]
- Aloha Paradise (1981) jako Curtis Shea[2]
- Small & Frye (1983) jako dr Hanratty[2]
- I Dream of Jeannie... Fifteen Years Later (1991) jako płk. Roger Healey[2]
- Alf (1987–1989) jako dr Lawrence "Larry" Dykstra[2]
- Starting from Scratch (1988–1989) jako dr James Shepherd[2]
- Aligator II – Mutacja (1991) jako mjr Anderson[2]
- I Still Dream of Jeannie (1991) jako płk. Roger Healey[2]
- Bob (1992–1993) jako Vic Victor[2]
- Karolina w mieście (1997) jako ojciec Charliego[2]
- Horrorween (2011) jako Dziadek[2]